# Lecane melini
Lecane melini är en hjuldjursart som beskrevs av Kuno Thomasson 1953. Lecane melini ingår i släktet Lecane och familjen Lecanidae. Inga underarter finns listade i Catalogue of Life.